# Миротворец (батальон полиции)
Батальон патрульной службы специальной полиции «Миротво́рец» (укр. Батальйон ПСМОП «Миротворець») — добровольческий батальон патрульной службы милиции особого назначения, созданный приказом МВД Украины 9 мая 2014 года в структуре ГУ МВД Украины в Киевской области.
Батальон «Миротворец», как и другие специальные батальоны МВД, был создан на основании решения Министерства внутренних дел Украины о формировании специальных подразделений милиции по охране общественного порядка с привлечением к ним гражданских лиц и людей, которые имеют опыт военной службы. В состав батальона вошли военные, проходившие службу в миротворческих миссиях.
Отличием батальона «Миротворец» от других подобных формирований было то, что к службе в нём были приглашены пенсионеры и ветераны органов внутренних дел и лица, проходившие службу в миротворческих миссиях и готовые защищать суверенитет Украины. В состав батальона вошли профессиональные военные и правоохранители — ветераны миротворческих миссий с большим опытом участия в зарубежных операциях. Командиром батальона был назначен полковник милиции Андрей Анатольевич Тетерук.
Местом дислокации батальона был определён Центр специальной и физической подготовки Национальной академии внутренних дел.

## Деятельность
18 августа 2014 года батальон «Миротворец» (совместно с иными подразделениями) вступил в бои за Иловайск и к 28 августа 2014 года оказался в окружении в районе Иловайска, в котором понёс потери.
30 августа 2014 из окружения под Иловайском вышла первая группа военнослужащих, в составе которой были 14 сотрудников МВД из батальона «Миротворец», ещё четверо вышли в расположение украинских войск 3 сентября 2014.
12 сентября 2014 года в ходе обмена пленными украинской стороне были переданы два сотрудника МВД из батальона «Миротворец» (А. В. Западнюк и Э. И. Кечко).
27 ноября 2014 года в ходе обмена пленными украинской стороне были переданы ещё два сотрудника МВД из батальона «Миротворец», оказавшиеся в плену во время боёв под Иловайском.
22 декабря 2014 года МВД Украины сообщило, что трое сотрудников МВД из батальона «Миротворец» находятся в плену и ещё один числится пропавшим без вести.
23 декабря 2014 года в ходе ротации личного состава в зону боевых действий было отправлено 60 сотрудников батальона.
19 февраля 2015 года командир батальона подписал обращение к президенту П. А. Порошенко о готовности выполнять приказы президента Украины (как Верховного Главнокомандующего вооружённых сил Украины), министра внутренних дел и вышестоящего командования и опровержением информацию об участии в создании так называемого «Объединённого штаба батальонов».